# Občina Idrija
Občina Idrija je ena izmed občin v Sloveniji z okoli 12.000 prebivalci, katere središče je mesto Idrija, ki jih ima pol manj. Ozemlje občine je razdeljeno na 10 krajevnih skupnosti: Mesto Idrija, Spodnja Idrija, Črni vrh, Godovič, Vojsko, Kanomlja, Krnice-Masore, Ledine, Dole, Zavratec.

## Naselja v občini
Večja naselja so se razvila po dolinah in kotlinah, manjša pa na pobočjih grap in na planotah, od 600 do 1000 metrov nadmorske višine. Na planotah prevladujejo gručaste vasi in raztresene samotne kmetije. Naselji, ki štejeta več kot 1000 prebivalcev, sta Idrija in Spodnja Idrija, po številu prebivalcev sledita Krajevni skupnosti Črni vrh (1300) in Godovič (skoraj 800).  
Naselja v Občini: Dole, Čekovnik, Črni Vrh, Godovič, Gore, Gorenja Kanomlja, Gorenji Vrsnik, Govejk, Idrija, Idrijska Bela, Idrijske Krnice, Idrijski Log, Idršek, Javornik, Jelični Vrh, Kanji Dol, Korita, Ledine, Ledinske Krnice, Ledinsko Razpotje, Lome, Masore, Mrzli Log, Mrzli Vrh, Pečnik, Potok, Predgriže, Spodnja Idrija, Spodnja Kanomlja, Spodnji Vrsnik, Srednja Kanomlja, Strmec, Vojsko, Zadlog, Zavratec, Žirovnica

## Lega
Območje občine Idrija zavzema površino 294 km². Po naravnogeografski regionalizaciji Slovenije se občina Idrija deli med štiri mezoregije: Idrijsko hribovje, Trnovski gozd, Nanos in Hrušica, Cerkljansko, Škofjeloško, Polhograjsko in Rovtarsko hribovje ter Notranjsko podolje.

## Relief
Na območju občine Idrija se prepletata kraški in predalpski svet. Doline so ozke in globoke, nad njimi pa se vzpenjajo številne kraške planote. Najpomembnejše so Črnovrška, Zadloška, Vojskarska, Ledinska in Vrsniška. Poleg planot, ki so pomemben sestavni del tega območja, pa je ravnega sveta tukaj le malo. Izjemi sta sotočji Idrijce in Nikove (razvilo mesto Idrija ter Idrijce in Kanomljice (naselje Spodnja Idrija), kjer so nekoliko širše aluvialne ravnice. 

## Geologija
Na območju je moč najti od karbonskih, permskih, triasnih, krednih, do najmlajših paleocensko-eocenskih kamnin. Sedimentacija je bila prvič prekinjena v srednjem aniziju, ko so se pričela obsežna tektonska premikanja, ki so trajala skozi ves srednji trias. Prav v tem obdobju je nastalo idrijsko živosrebrovo rudišče. Usedanje kamnin je bilo zopet prekinjeno v zgornji kredi, vzrok za to so obsežna in zapletena tektonska dogajanja. Takrat so nastale tudi značilne flišne kamnine. Zaradi podrivanja Jadranske mikroplošče pod Evropsko so se kamnine v miocenu najprej oblikovale v veliko poleglo gubo, nato pa so bila razrezane na posamezne pokrove in vmesne narivne luske. Končno geološko zgradbo pa so območju dali številni prelomi, najpomembnejši med njimi je Idrijski tektonski prelom.

## Vodovje
Glavni vodotok je 48 kilometrov dolga Idrijca, ki izvira v Mrzli Rupi na robu Vojskarske planote na 960 metrih nadmorske višine, in se izliva v Sočo pri Mostu na Soči na nadmorski višini 170 m. Njeni pritoki pa so Belca, Zala, Nikova, Kanomljica in Cerkniščica. Hidrološka posebnost območja je Divje jezero, ki je znano po svojem kraškem izviru. Iz jezera teče najkrajša slovenska površinska reka, 55 metrov dolga Jezernica. Čez Ledinsko planoto pa poteka tudi meja med Jadranskim in Črnomorskim povodjem. 

## Podnebje
Območje ima zmernocelinsko podnebje, za katerega je značilno, da so povprečne oktobrske temperature višje od aprilskih, povprečna količina padavin pa je od 1300 do 2800 mm. Najmanj padavin je v februarju ter juliju, največ padavin pade v [[november|novembru, drugi višek padavin pa je v spomladanskih mesecih.

## Rastje
Pretežen del območja je pokrit z gozdovi, ki so del Trnovskega gozda. Najpomembnejša gozdna združba je dinarski jelov - bukov gozd. Območje ima kar nekaj botaničnih posebnosti, kamor spada rastje, ki se nahaja na suhih, polsuhih in mokrotnih travnik. Posebne pa so tudi združbe skalnih razpok, melišč in kamnitih travišč ter nizkobarjanske združbe. Območje je bogato tudi s številnimi praprotnicami in semenkami. Med najpomembnejše rastline pa sodijo endemični kranjski jeglič (Primula carniolica), tevje (Hacquetia epipactis) in kranjski volčič (Scopolia carniolica). 

## Favna
Idrijski gozdovi so del Trnovskega gozda, ki se drži sklenjenih gozdnih kompleksov tja do hrvaških gozdov, v katerih so svoje prebivališče našli veliki sesalci (medved, volk, kuna, vidra, divja mačka, jelen, srnjad, divji prašič) ter drobni sesalci (polh, glodavci, jež, rovka, netopir). Tu živita tudi naseljena ris, ki pa mu danes grozi izumrtje, ter gams.

## Demografija
Pred odkritjem živega srebra na območju Idrije je bilo območje praktično neposeljeno, nato pa se je vzporedno z razvojem rudnika začelo povečevati tudi število prebivalcev. V zadnjih petdesetih letih se število prebivalcev praktično ni spreminjalo. Leta 1961 je bilo v Občini Idriji 12091 prebivalcev, do leta 1971 se je število prebivalcev nekoliko povečalo na 12489, razlog gre verjetno iskati v zadnjem zlatem obdobju idrijskega rudnika živega srebra. Nato pa je začelo število prebivalcev nekoliko upadati. Leta 2010 je Idrija štela 11930 prebivalcev.

## Mestna občina
Občina si je prizadevala pridobiti status mestne občine. Vlada Republike Slovenije je 2. julija 2009 zavrnila ta predlog in ostalih 9 občin, ker niso izpoljnjevale dveh pogojev: najmanj 20.000 prebivalcev in 15.000 delovnih mest.